# Distoleon gilsi
Distoleon gilsi is een insect uit de familie van de mierenleeuwen (Myrmeleontidae), die tot de orde netvleugeligen (Neuroptera) behoort. 
Distoleon gilsi is voor het eerst wetenschappelijk beschreven door Navás in 1933.